# Secret Code
〈Secret Code〉(시크릿 코드)는 KinKi Kids의 27번째 싱글이다.

## 개요
전작 〈영원히〉 이래, 약 1년 만의 싱글이다.

## 수록곡

### 초회 한정반
1. Secret Code
작사: Satomi / 작곡: 이노우에 닛토쿠 / 편곡: 이노우에 닛토쿠, 도지마 코헤이 / 브라스 어레인지: 이노우에 닛토쿠, 키타하라 마사히코 / 코러스 어레인지: Ko-saku
  - 후지 TV 계열 드라마 《33분 탐정》 주제가
2. Fu Fu Fu
작사: 무라노 쵹큐 / 작곡: Figge Bostrom / 편곡: CHOKKAKU
  - 아사히 음료 《16차》 CM 송
3. strategie
작사: 고토 히데미 / 작곡: 오오니시 카츠미 / 편곡: 스즈키 마사야
4. Secret Code 〜KinKi you Live Version〜
라이브 어레인지: 요시다 켄

### 통상반
1. Secret Code
2. Fu Fu Fu
3. ビターショコラ / 비터 쇼콜라
작사: 마에다 타카히로 / 작곡: 카와사키 사토미 / 편곡: 이에하라 마사키 / 브라스 어레인지: 시모가미 타츠야 / 코러스 어레인지: 마츠모토 료키
4. Secret Code (Backing Track)